# Sorin Stati
Sorin Stati (* 1. Februar 1932 in Bukarest; † 16. Januar 2008 in Paris) war ein italienischer Romanist, Rumänist, Germanist  und Sprachwissenschaftler rumänischer Herkunft.

## Leben und Werk
Sorin Stati studierte von 1950 bis 1954 klassische Philologie in Bukarest. 1967 promovierte er in Allgemeiner Sprachwissenschaft mit der Arbeit Teorie şi metodă în sintaxă (italienisch:  Teoria e metodo nella sintassi, Bologna 1972) und wurde Professor. 1971 ging er nach Italien, lehrte in Padua, Messina und Venedig und erwarb 1978 die italienische Staatsangehörigkeit. 1975 promovierte er an der Sorbonne bei Bernard Pottier mit der Thèse Le système sémantique des adjectifs dans la langue roumaine (erschienen u. d. T. La Sémantique des adjectifs. Essai d'analyse componentielle appliquée aux langues romanes, Paris 1979). Ab 1981 war er Ordinarius für Allgemeine Sprachwissenschaft an der  Universität Bologna.

Stati war Gründungsmitglied und Präsident der IADA (International Association for Dialogue Analysis), sowie Vizepräsident der SILF (Société Internationale de Linguistique Fonctionnelle). Er war seit 1993 Ehrenmitglied der Rumänischen Akademie, die ihm 1956 den  Bogdan Petriceicu  Hasdeu-Preis verliehen hatte. 

## Weitere Werke
- Limba latină în inscripţiile din Dacia şi Sciţia Minor, Bukarest 1961
- (mit Rodiga Ochesanu, Liliana Macarie und N. Stefǎnescu) Dictionar latin-romîn, Bukarest 1962
- Cuvinte romînești.O poveste a vorbelor, Bukarest 1964
- (mit Solomon Marcus und Edmond Nicolau) Introducere în lingvistica matematică, Bukarest 1966 (italienisch: Introduzione alla linguistica matematica, 1971; spanisch 1978)
- Călătorie linguistică în Țara Muzelor, Bukarest 1967
- (mit Solomon Marcus, C. Popa, G. Enescu und A. Boboc) Limbaj, logică, filozofie, Bukarest 1968
- (mit G. Bulgăr) Analize sintactice şi stilistice, Bukarest 1970
- (Hrsg. mit  Alexandru Graur und Lucia Wald) Tratat de lingvistică generală, Bukarest 1971
- Interferențe linguistice. Din istoria relațiilor linguisticii cu alte științe, Bukarest 1971
- Elemente de analizǎ sintacticǎ. Manual pentru profesorii de limba românǎ, Bukarest 1972
- (Hrsg.) Educaţie şi limbaj, Bukarest 1972
- Douăzeci de scrisori despre limbaj, Bukarest 1973
- Il significato delle parole [Texte imprimé] : un saggio introduttivo, Messina/Florenz 1975
- (mit Yvonne Stati) Dizionario italiano-romeno, romeno-italiano, Bologna 1975
- Strumenti logici per la linguistica. Linguistica generale e storica, Bologna 1976
- La sintassi, Bologna 1976 (spanisch: Mexiko 1979)
- Le Teorie sintattiche del Novecento, Bologna 1977
- Manuale di semantica descrittiva, Neapel 1978
- Il dialogo. Considerazioni di linguistica pragmatica, Neapel 1982
- (Hrsg. mit Gisèle Ducos) Actes du XIe Colloque International de Linguistique Fonctionnelle, Bologne, 2-7 Juillet 1984, Padua 1985
- Cinque miti della parola. Lezioni di lessicologia testuale, Bologna 1986
- Le transphrastique, Paris 1990
- (Hrsg. mit Franz Hundsnurscher und Edda Weigand) Dialoganalyse III. Referate der 3. Arbeitstagung Bologna 1990, 2 Bde., Tübingen 1991
- (Hrsg. mit Edda Weigand)  Methodologie der Dialoganalyse, Tübingen 1992
- Principi di analisi argomentativa. Retorica, logica, linguistica, Bologna 2002
- (Hrsg. mit Marina Bondi) Dialogue analysis 2000. Selected papers from the 10th IADA Anniversary Conference Bologna 2000, Tübingen 2003